# Paula Åkesdotter-Jarl
Paula Pearl Ann-Caroline Åkesdotter Jarl, född 19 juli 1972, är en svensk sångerska som numera går under artistnamnet Pearl (hennes andranamn). Paula gick högstadiet i Svedala på Centralskolan.
Paula Åkesdotter-Jarl deltog i Sikta mot stjärnorna som artisten Cher 1994, och kom på en andra plats. Hon deltog även i Melodifestivalen 1995, där hon sjöng melodin Om du inte tror mig som hamnade på fjärde plats. Hon släppte även två album med Paula & Co innan hon beslutade sig för att, efter 14 år i dansband, arbeta som frilansartist.
Pearl har även medverkat i Nyårsgala i TV4, Bingolotto, Go'kväll, Café Norrköping med flera. 2009 och 2010 tävlade hon för Sverige i den internationella entertainment-tävlingen WCOPA som hölls i Hollywood, USA. Pearls tävlingsnummer blev framgångsrika och resulterade i att hon fick motta flera utmärkelser. Pearl innehar även en platinaskiva och en guldskiva. Pearl turnerar som frilansartist i Europa och även i USA både som sig själv, Pearl, och som Cher impersonator och skriver låtar både till sig själv och åt andra artister och företag. På senare år är Pearl även flitigt anlitad som reklamspeaker.

### Fotnoter
1. 1 2  Emil Sandgren (7 augusti 2009). ”Pearl blickar västerut” (på svenska). Ystads Allehanda. https://www.ystadsallehanda.se/noje/pearl-blickar-vasterut/. Läst 10 februari 2020.
2. ↑  Michael Nystås (18 september 2001). ”Kikki kommer inte att byta kurs” (på svenska). Aftonbladet. https://www.aftonbladet.se/nojesbladet/a/l1V4ek/kikki-kommer-inte-att-byta-kurs. Läst 10 februari 2020.